# Ronaldo Conceição
Ronaldo Alexander Conceição Silveira, noto semplicemente come Ronaldo Conceição (Rio de Janeiro, 3 aprile 1987), è un ex calciatore brasiliano, di ruolo difensore.

## Caratteristiche tecniche
È un difensore centrale.

## Carriera
Ha debuttato nella massima serie brasiliana il 9 maggio 2010 disputando con l'Internacional l'incontro perso 2-1 contro il Cruzeiro.

## Palmarès

### Club

#### Competizioni nazionali
- Campionato uruguaiano: 1

Nacional: 2008-2009

#### Competizioni statali
- Campionato Gaúcho: 2

Internacional: 2012, 2013
- Campionato Mineiro: 1

Atlético Mineiro: 2017

#### Competizioni internazionali
- Recopa Sudamericana: 1

Internacional: 2011